# 艾扎克-奥斯特
艾扎克-奥斯特（法語：Ayzac-Ost，法語發音：[aizak ɔst]）是法国上比利牛斯省的一个市镇，位于该省西南部，属于阿热莱斯加佐斯特区。该市镇于1846年由原市镇艾扎克（Ayzac）和奥斯特（Ost）合并而成。

## 地理
艾扎克-奥斯特（43°1'25"N, 0°5'47"W）面积3.08 平方千米，位于法国奧克西塔尼大區上比利牛斯省，该省份为法国西南部内陆省份，北至热尔省，西接大西洋比利牛斯省，南与西班牙接壤，东临上加龙省。
与艾扎克-奥斯特接壤的市镇（或旧市镇、城区）包括：阿戈斯-维达洛斯、乌祖、热兹、阿热莱斯加佐斯特、博-锡扬。
艾扎克-奥斯特的时区为UTC+01:00、UTC+02:00（夏令时）。

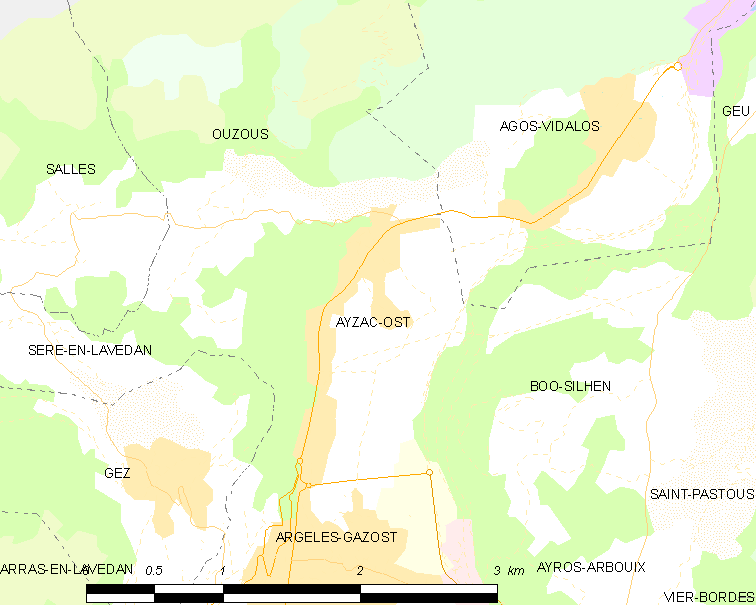
艾扎克-奥斯特的OSM定位图

## 行政
艾扎克-奥斯特的邮政编码为65400，INSEE市镇编码为65056。

## 政治
艾扎克-奥斯特所属的省级选区为激流谷县。

## 人口

1962-2008年间艾扎克-奥斯特人口变化图示

艾扎克-奥斯特于2022年1月1日时的人口数量为463人。